# Capela de Santa Marta (Melo)
A Capela de Santa Marta ou Capela de Nossa Senhora da Conceição situa-se na freguesia de Melo e Nabais, no município de Gouveia, distrito da Guarda, Portugal.
Foi classificada como Imóvel de Interesse Público em 1938.

## Descrição
A possível data de edificação, que se pode depreender pelo estilo formal de gosto maneirista, oscila entre meados do século XVI e início do século XVII. Em geral trata-se de uma capela de dimensões modestas, de planta rectangular simples com uma nave única, mas com um cuidado trabalho de fachada.
A fachada principal, de tipologia clássica, é formada pelo um frontão triangular com um óculo central, e pelo conjunto do portal de arco de volta-perfeita (semi-circunferência) com uma arquivolta. A ladear o portal estão duas pilastras vazadas com bases robustas de carácter ornamental (sem função de suporte) sob um friso preenchido com relevos escultóricos de temática grotesca (tipologia decorativa importada de Itália). Sobre este friso, e a rematar o conjunto do portal, está um frontão curvo interrompido, com um nicho central onde se encontra uma escultura de São Paulo.
A fachada lateral apresenta um portal de tipologia idêntica ao da fachada principal.